# Jacques Rouré
 (mai 2015).
Si vous disposez d'ouvrages ou d'articles de référence ou si vous connaissez des sites web de qualité traitant du thème abordé ici, merci de compléter l'article en donnant les références utiles à sa vérifiabilité et en les liant à la section « Notes et références ».
Pour les articles homonymes, voir Roure.
Cet article possède un paronyme, voir Jacques Roure.
Jacques Rouré, né le 25 avril 1924 à Sète et mort le 27 avril 2006 dans la même ville, est un écrivain français.

## Biographie
Fils d'un père philosophe qui enseigna le français, le latin et le grec au collège et d'une mère commerçante, dilettante au Collège, il préfère écrire de la poésie aux cours qu'il trouve ennuyeux et rêve de voyager. Tour à tour étudiant en droit, qu'il abandonne trouvant la matière trop sèche, il sera journaliste pigiste, porteur d'échelles d'électricien pour échapper aux camps de travail pendant la guerre, voyageur, constructeur de jouets en bois pour enfants, assureur et écrivain.
Après la Seconde Guerre mondiale, il s'embarque sur des cargos pour voir le monde. Il se lie avec Blaise Cendrars qu'il admire et qui lui servira de passeport pour rencontrer des gens de toutes sortes et avec qui il entretiendra une correspondance. Il a le projet d'écrire un anthologie des poètes de la mer, ce qui lui fait rencontrer de nombreux poètes, mais qui ne pourra aboutir, faute de quelque agréments de la maison d'édition. Il se marie en 1950 avec Benjamine Dufour dont il aura deux filles, Hélène et Dominique.
Il publie son premier roman Tutti Frutti aux Éditions du Seuil en 1958, recommandé par Jean Paulhan. Il ne suivra pas ses meilleurs amis (Valentine Schlegel, Agnès Varda, Roger Thérond, René Biosca...) pour faire carrière, souhaitant rester à Sète. Les pieds dans l'eau et dans son terroir, il poursuit son rêve de voyages à travers les livres, la littérature et la fidélité à amis. Il se remarie en 1969 avec Simone, avec lequel il restera jusqu'à la fin de sa vie à Sète.

## Œuvres
Chez divers éditeurs
- Tutti Frutti, Seuil, 1958
- La pizzeria, Seuil
- La paix des cancres, la Table Ronde
- Les flamants roses, la Table Ronde
- Vaporetto Vaporetti, la Table Ronde
- Nocca, pêcheur, Stock
- Alexandre Vialatte, Ed. Subervies
- Audouard et la vérité du dimanche, la Table Ronde
- Alphonse Daudet, Julliard
- Mouvements du Port-Fusaro, Ed Tamenaga
- Blaise Cendrars sans visas, Ed Minotaure
- Ulysse marin grec, Hachette
- Escales en Méditerranée
- Trois de la marine, Presses du Languedoc
- Escales Atlantiques
- Christophe Colomb, Hachette
- De la mer du Nord en Normandie
- La Côte d’Azur, du littoral au haut pays
- Raphaël Nocca, pêcheur de Sète, Stock
- Un air de fête
- Bon voyage M. Cendrars, LGF
- Sète plurielle et singulière

Aux Éditions Equinoxe
- Couleurs de Sète
- Table mise en Aveyron, avec Michel Descossy, 1999
- Table mise en pays Catalan, avec M. Descossy, 1999
- Étang de Thau, étang de rêve, avec M. Descossy, 2004
- Secrets de famille, secrets de conﬁture
- Du Roquefort d'abord
- Table mise de Sète à Bouzigues, avec M. Descossy, 2004
- Couleurs nuances, Bretagne, avec Claude Rannou, 2003
- La Côte d’Azur, avec Richard Wacongne, 2003
- Lectures, images d'une belle amitié, avec Jean-Paul Olive, anthologie, 2006
- Un poisson dans chaque port, 2004
- Couleurs nuances Provence, avec Julien Lautier, 2003
- Alphonse Daudet, 1994